# Muzikanten van het orkest
Musiciens à l'orchestre (Nederlands: Muzikanten van het orkest) is een schilderij van de Franse kunstschilder Edgar Degas, olieverf op doek, 69 × 49 centimeter groot. Het toont een drietal muzikanten uit het orkest van de Opera van Parijs, met op de achtergrond een balletgezelschap. Een eerste opzet werd voltooid in 1872. Van 1874 tot 1876 werkte de kunstenaar het schilderij bij, waarbij hij nieuwe delen toevoegde. Het werk bevindt zich in de collectie van het Städel Museum te Frankfurt am Main.

## Context
Hoewel Degas pas vanaf de jaren 1880 zelf begon te fotograferen, maakte hij reeds vanaf het begin van de jaren 1870 werken waarin de invloed van de opkomende kunst van het fotograferen duidelijk te zien is. De nadruk op het terloopse en het bruuske afsnijden aan de zijkanten zijn daarbij kenmerkend. Typerende voorbeelden zijn een tweetal werken uit de eerste helft van de jaren 1870, waarbij hij een aantal muzikanten afbeeldt in de orkestbak van de Parijse Opéra, met op de achtergrond een aantal ballerina's. In 1870 voltooide hij Het orkest van de Opéra, in een voor die tijd hoogst ongewone compositie waarbij de ballerina's net boven hun middel worden afgesneden. Twee jaar later maakte hij met De muzikanten van het orkest een tweede, vergelijkbare versie van hetzelfde tafereel. Beide werken onderstrepen ook de door Degas regelmatig aangehaalde woorden van Émile Zola, die schreef: "Het Parijse leven is rijk aan poëtische en wonderbaarlijke figuren. Met goed kijken merk je ze overal op".

## Afbeelding

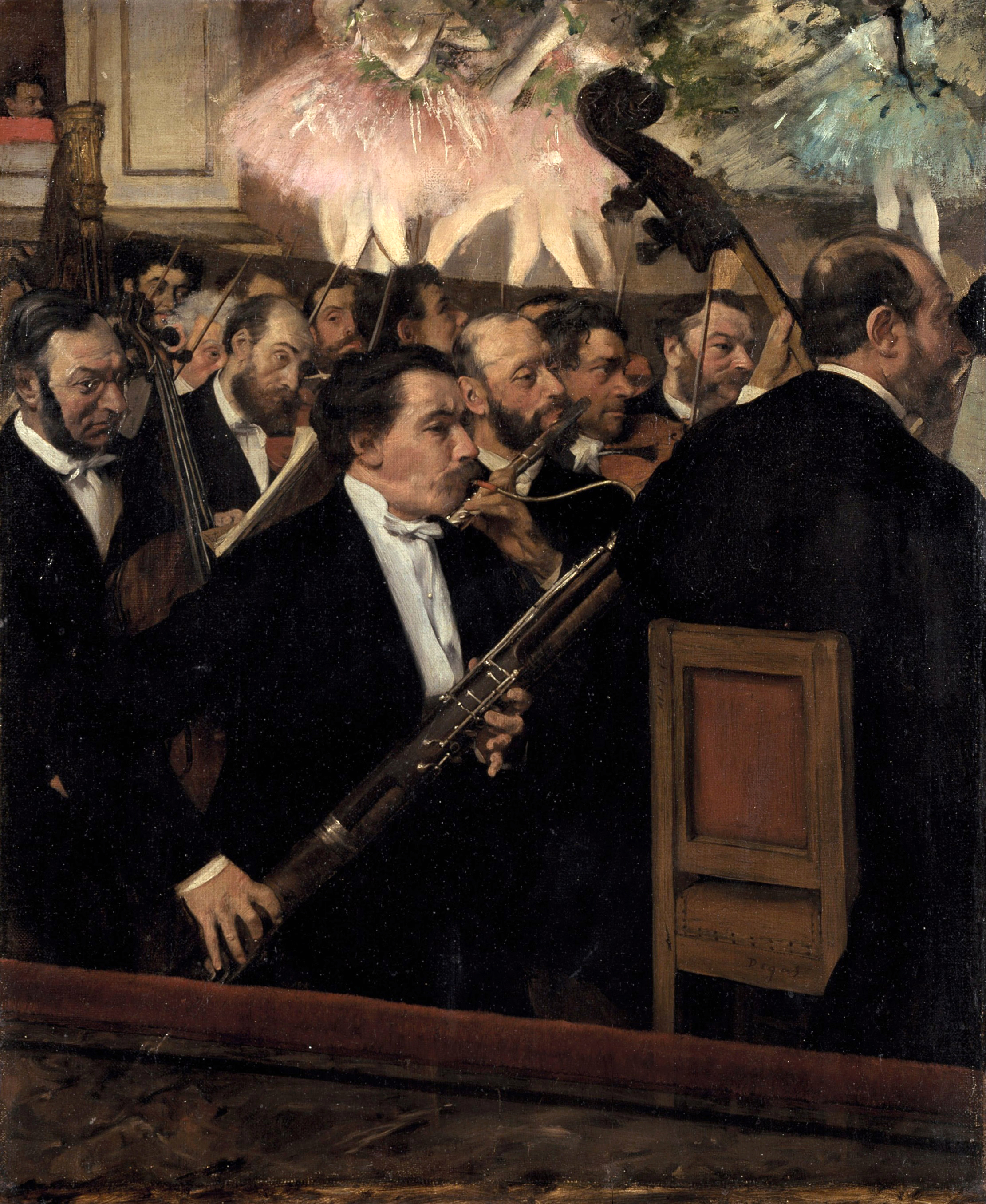
Het orkest van de Opéra, 1870

Muzikanten van het orkest toont een vluchtig moment van een ballettentoonstelling, op het ogenblik dat de prima ballerina in het midden van de bühne een reverence maakt. Op de voorgrond zijn van dichtbij enkele leden uit het orkest weergegeven, door het afstandverschil veel groter dan de danseressen op de achtergrond. Het perspectief is dat van een toeschouwer op een der eerste rijen.
Het schilderij lijkt een soort studie in contrasten, om te beginnen qua stijl: de schetserige -impressionistische- uitwerking van de danseressen wijkt duidelijk af van de klassiek-realistisch weergave van de muzikanten. Ook het kleurgebruik boven en onder is sterk tegengesteld en deelt het werk in tweeën. Doorheen het hele schilderij werkt Degas met donkerbruine en zwarttinten, maar hij laat de witte tutu's van de ballerina's opvallend sterk afsteken tegen donkere pakken van de orkestleden, die op het onderste deel van het schilderij in elkaar vloeien. Hun stijve boorden en in grove verfstreken uitgewerkte pakken contrasteren weer met de fijne luchtige jurken van de danseressen.
Het schilderij kan verder ook wel worden gezien als een oefening in licht. De danseressen worden dermate fel beschenen dat de hoofddanseres bijna verblind wordt door de projectoren. Omdat het boven- en ondergedeelte ook qua belichting zo'n merkwaardig contrast vormen, is het voor de kijker soms lastig uit te maken wat nu het eigenlijke hoofdthema is. De titel suggereert dat het de muzikanten zijn, die ook nog eens op de voorgrond zijn geplaatst, maar de ballerina's worden in het spotlicht gezet.
De middelste muzikant is Degas' vriend Desire Dihau, een fagottist, die ook al te zien was op Het orkest van de Opéra uit 1870. Degas gebruikte doorgaans vrienden als model voor dit soort werken. Hoewel Dihau in de uitoefening van zijn professie werd afgebeeld, zijn diverse van de andere geportretteerden dan ook geen echte orkestleden. Portret is trouwens sowieso geen geschikte benaming voor het werk, omdat de musici vanaf de rug zijn weergegeven, klaarblijkelijk zonder zich ervan bewust te zijn dat ze worden vastgelegd op doek.

## Bewerking

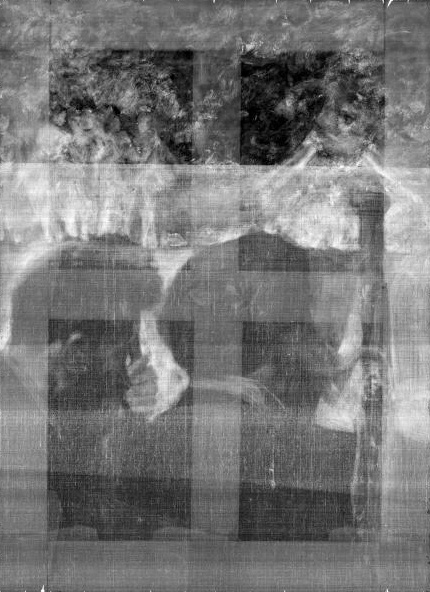
Röntgenfoto. Het lichtere deel markeert de oorspronkelijke versie.

In 1872 voltooide Degas een eerste versie van Muzikanten van het orkest, in liggend formaat, waarbij het schilderij aan de bovenkant werd afgesneden ongeveer ter hoogte van het middel van de ballerina's (gelijk hij ook al had gedaan in Het orkest van de Opéra uit 1870). Zoals hij echter vaker deed zou hij het schilderij daarna nog een keer ingrijpend herbewerken. Nadat het werk bijna twee jaar in het bezit van een kennis was geweest, vroeg hij het terug en werkte het om naar een geheel nieuwe versie in staand formaat. Daarbij voegde hij zowel aan de bovenkant als aan de onderkant een stuk doek van zo'n 20 centimeter toe. Recent onderzoek met röntgenstralen heeft aangetoond hoe Degas daarbij te werk is gegaan. Beneden was dat niet zo ingewikkeld en voegde hij alleen een zwart vlak toe. Aan de bovenzijde echter schilderde hij de ballerina's nu ten voeten uit, waarmee deze nadrukkelijker de aandacht op zich gericht kregen.
In de latere versie heeft Degas ook de cellist rechts toegevoegd, waar hij eerder slechts twee orkestleden had uitgewerkt.
De reden waarom Degas regelmatig dergelijke herbewerkingen deed had vaak te maken met klantwensen. Mogelijk had hij een nieuwe koper gevonden, maar wilde die een staande uitvoering. Denkbaar is ook dat hij simpelweg tot een nieuw creatief inzicht was gekomen.